# Bibb City
Bibb City is een plaats (town) in de Amerikaanse staat Georgia, en valt bestuurlijk gezien onder Muscogee County.

## Demografie
Bij de volkstelling in 2000 werd het aantal inwoners vastgesteld op 510.

## Geografie
Volgens het United States Census Bureau beslaat de plaats een oppervlakte van
0,4 km², geheel bestaande uit land.

## Plaatsen in de nabije omgeving
De onderstaande figuur toont nabijgelegen plaatsen in een straal van 32 km rond Bibb City.